# Thairopora calcarata
Thairopora calcarata is een mosdiertjessoort uit de familie van de Thalamoporellidae. De wetenschappelijke naam van de soort is voor het eerst geldig gepubliceerd in 1995 door Hayward & Ryland.